# Gołąb srebrnokryzy
Gołąb srebrnokryzy (Columba jouyi) – gatunek średniej wielkości ptaka z rodziny gołębiowatych (Columbidae). Występował endemicznie na japońskich wyspach Riukiu i Daitō-shotō. Odnotowany po raz ostatni w 1936, przyczyny wymarcia nie są znane.

## Taksonomia
Po raz pierwszy gatunek opisał Leonhard Hess Stejneger w 1887 na łamach „The American Naturalist”. Nowemu gatunkowi nadał nazwę Janthoenas jouyi. Holotyp odłowił C. Tasaki, który kolekcjonował okazy dla Henry’ego Pryera – prawdopodobnie pierwszej osoby, która opisała awifaunę Riukiu. Obecnie (2020) Międzynarodowy Komitet Ornitologiczny umieszcza gołębia srebrnokryzego w rodzaju Columba. Holotyp przechowywany jest w Tokio, znane są również trzy inne spreparowane okazy, trzymane w Tring.

## Morfologia
Długość ciała wynosiła około 45 cm. Opis Stejnegera był wykonany pobieżnie. Gołębie srebrnokryze były w większości czarne. Na głowie występowała różowofioletowa opalizacja. Niższa część grzbietu zielona. Górną część grzbietu zdobiły szare (srebrzyste) pióra, ułożone w pas. Dziób zielononiebieski z żółtą końcówką. Tęczówka brązowa, nogi fioletowoczerwone. W Catalogue of the Birds in the British Museum podano następujące wymiary szczegółowe (oryginalne podane w calach): długość skrzydła 25 cm, ogona – 17,8 cm, dzioba 23 mm, skoku – 64 mm.

## Zasięg występowania
Gołębie srebrnokryze zasiedlały wyspy Riukiu (Okinawa, Iheya, Izena, Yagaji i Zamami) i Daitō-shotō (Kita Daitō-jima i Minami Daitō-jima). O ekologii tych ptaków wiadomo tylko, że zamieszkiwały gęste lasy subtropikalne.

## Status
IUCN uznaje gołębia srebrnokryzego za gatunek wymarły (EX, Extinct). Przyczyna wymarcia jest nieznana; możliwe, że do wymarcia przyczyniła się wycinka lasów. Na Okinawie ostatni raz odnotowano ten gatunek w 1906, a na Daito w 1936. Według jednego z autorów, w 1925 gołębie srebrnokryze nie były jeszcze rzadkie. Do wybuchu II wojny światowej lasy wysp Daitō-shotō zostały całkowicie wycięte; według R.H. Bakera w kwietniu 1945, kiedy na Okinawę wkroczyli alianci (patrz: bitwa o wyspę Okinawa), gołębi nie było już na wyspie.